# Atentado contra a embaixada dos Estados Unidos no Líbano em 1983

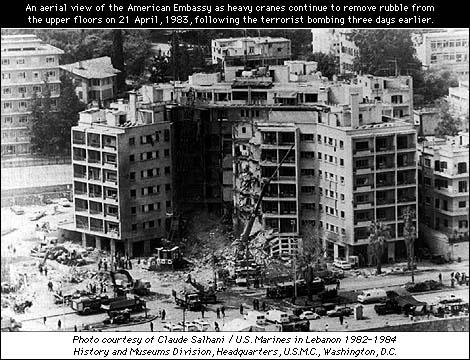
A Embaixada dos EUA três dias depois do atentado

O ataque à embaixada dos Estados Unidos no Líbano foi um atentado terrorista contra Embaixada dos Estados Unidos da América na capital libanesa, Beirute, que ocorreu em 18 de abril de 1983. Matou mais de 60 pessoas, a maioria dos quais eram membros do pessoal da embaixada, bem como fuzileiros e marinheiros. Foi o mais mortífero ataque a uma missão diplomática dos EUA até à data, e é visto por alguns analistas como o início de uma série de ataques contra os Estados Unidos por grupos fundamentalistas islâmicos.
A organização fundamentalista islâmica Hezbollah, às vezes descrita como um grupo nas sombras, assumiu a responsabilidade pela explosão, com uma mensagem "prometendo não permitir que somente um estadunidense se mantivesse em solo libanês ... o que significa cada centímetro de território libanês ...”
O ataque foi uma das mais desagradáveis consequências da intervenção da Força Multinacional do Líbano, que era formada por algumas potências ocidentais, incluindo os Estados Unidos da América e França, e que tentou restabelecer a ordem e a autoridade do governo central, depois da eclosão da Guerra Civil Libanesa em 1975. Este ataque ocorreu em apenas quatro anos após a Revolução Iraniana (que ocorreu em 1979) e que foi em particular anti-americanista (e anti-ocidental em geral). Também na sequência do massacre de palestinos nos campos de refugiados de Sabra e Chatila, realizado pelas milícias cristãs maronitas libanesas.

## Ver Também
- Atentado contra os quartéis de Beirute em 1983
- Atentado à embaixada de Israel na Argentina
- Atentado à embaixada iraniana em Beirute em 2013
- Fundamentalismo islâmico
- Hezbollah